# Egység, Kétség, Háromság

Az Egység, kétség, háromság egy 3 zenekar dalait tartalmazó, split lemez. Az anyag 2011-ben látott napvilágot. A három előadó, egymás dalait dolgozta fel és rögzítette erre az albumra, néhány kivétellel a C.A.F.B. részéről.

## Az előadókról
A lemezen szereplő művészek közül, az Elit Osztag a leghosszabb ideje működő, a C.A.F.B. a legtöbb albummal rendelkező és az "Utolsó Alkalom" a legfiatalabb előadó.Ez a C.A.F.B. tizedik, az Elit Osztag negyedik és az Utolsó Alkalom ötödik hivatalosan forgalomba került hanghordozója. A lemez hivatalos bemutató koncertje, 2011. április 22-én volt Budapesten, ahol mindhárom, az albumon szereplő művész színpadra lépett.

## Dalok
1. A legnagyobb punk /C.A.F.B.
2. Adjátok vissza /Utolsó Alkalom
3. Már ment más /Elit Osztag
4. Érzem magam /C.A.F.B.
5. Partizántánc /Utolsó Alkalom
6. Budapest /Elit Osztag
7. Csúfak és szépek /C.A.F.B.
8. Élet haláltánc /Utolsó Alkalom
9. Tudom, hogy fáj /Elit Osztag
10. Fejlesztő merénylet /C.A.F.B.
11. Műsor /Utolsó Alkalom
12. Mókuskonzerv /Elit Osztag
13. Nyugaton a helyzet /C.A.F.B.
14. Motel Transsylvania /Utolsó Alkalom
15. Utolsó Rock and Roll /Elit Osztag

## Közreműködők
C.A.F.B.
- Sütő Lajos
- Szepesi Máté
- Szitás Tibor
- Horniák Zoltán

Elit Osztag
- Nagy Levente
- Volincsák Ákos
- Kustos László
- Ollé Iván

Utolsó Alkalom
- Kaulics János (Rotten)
- Jaskó Ádám
- Szőllősi Zsolt (meSka)
- Bélik János (Gianni)